# کتابخانه دوشس آنا آمالیا

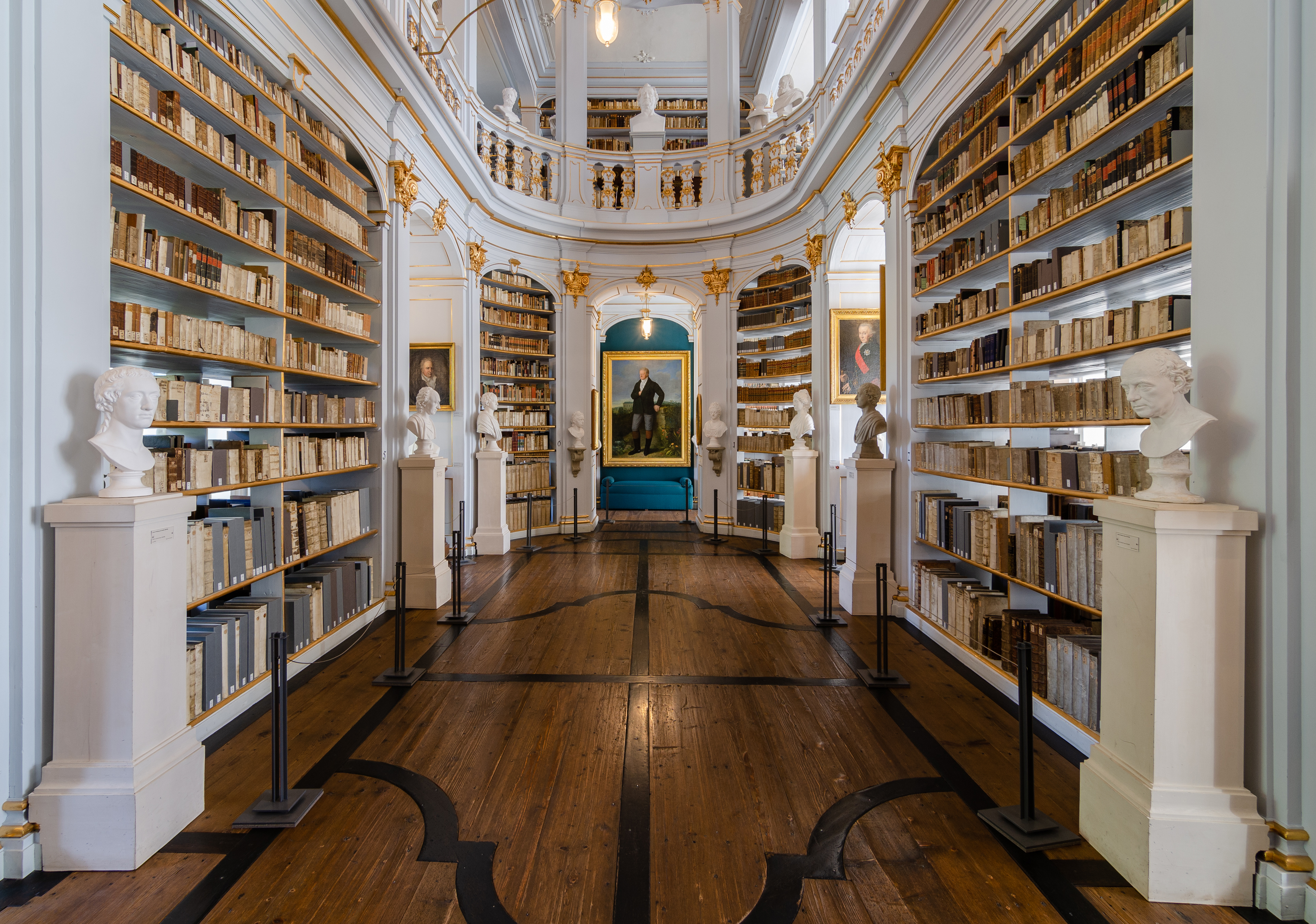
ساختمان اصلی در کاخ سبز - سالن روکوکو - راهروی مرکزی

کتابخانه دوشس آنا آمالیا (به آلمانی: Herzogin Anna Amalia Bibliothek) در ویمار، آلمان، مجموعه بزرگی از اسناد ادبیاتی و تاریخی آلمان را در خود جای داده و توسط سازمان ملل متحد به عنوان بخشی از ویمار کلاسیک (میراث جهانی) مشخص شده‌است. در سال ۲۰۰۴ آتش‌سوزی بال اصلی و بخش قابل توجهی از این مجموعه را نابود کرد. ترمیم قسمت‌های نجات یافته تا سال ۲۰۱۵ ادامه داشت.
- ۱٬۰۰۰٬۰۰۰ کتاب[۲]

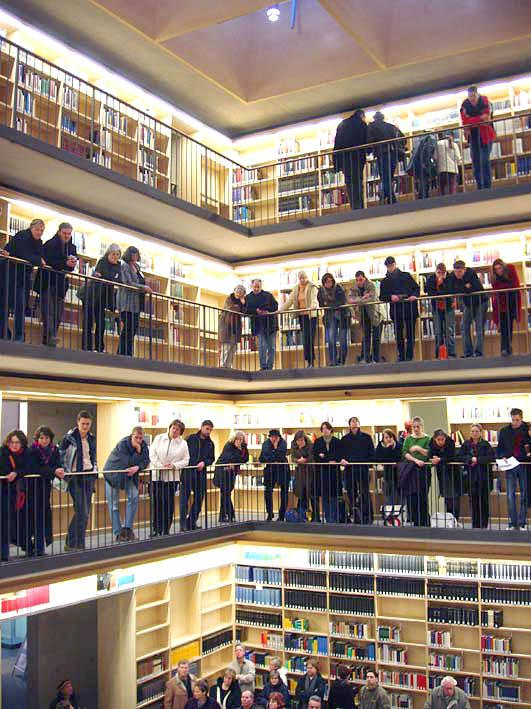
اتاق مطالعه

- ۲۰۰۰ نسخه خطی قرون وسطایی و اوایل مدرن
- ۶۰۰ ثبت اجداد
- ۱۰۰۰۰ نقشه
- ۴۰۰۰ امتیاز موسیقی

این کتابخانه تحقیقاتی امروز تقریباً ۸۵۰٬۰۰۰ جلد کتاب را در خود جای داده‌است، که اغلب مربوط به ادبیات آلمان می‌شود. از جمله مجموعه‌های ویژه آن، مجموعه مهم شکسپیر با تقریباً ۱۰ هزار جلد کتاب و همچنین کتاب مقدس مربوط به قرن شانزدهم میلادی است که به مارتین لوتر منتسب است.

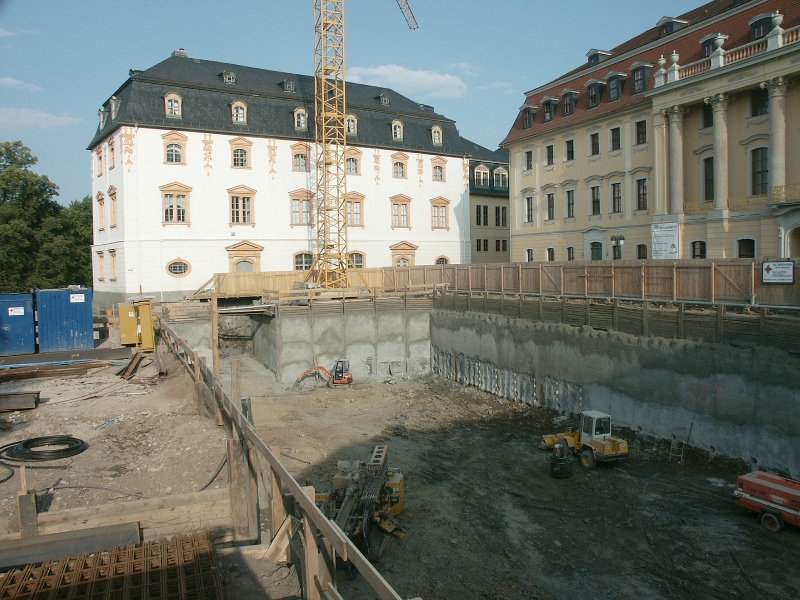
کار در مورد تمدید، ژوئن ۲۰۰۲

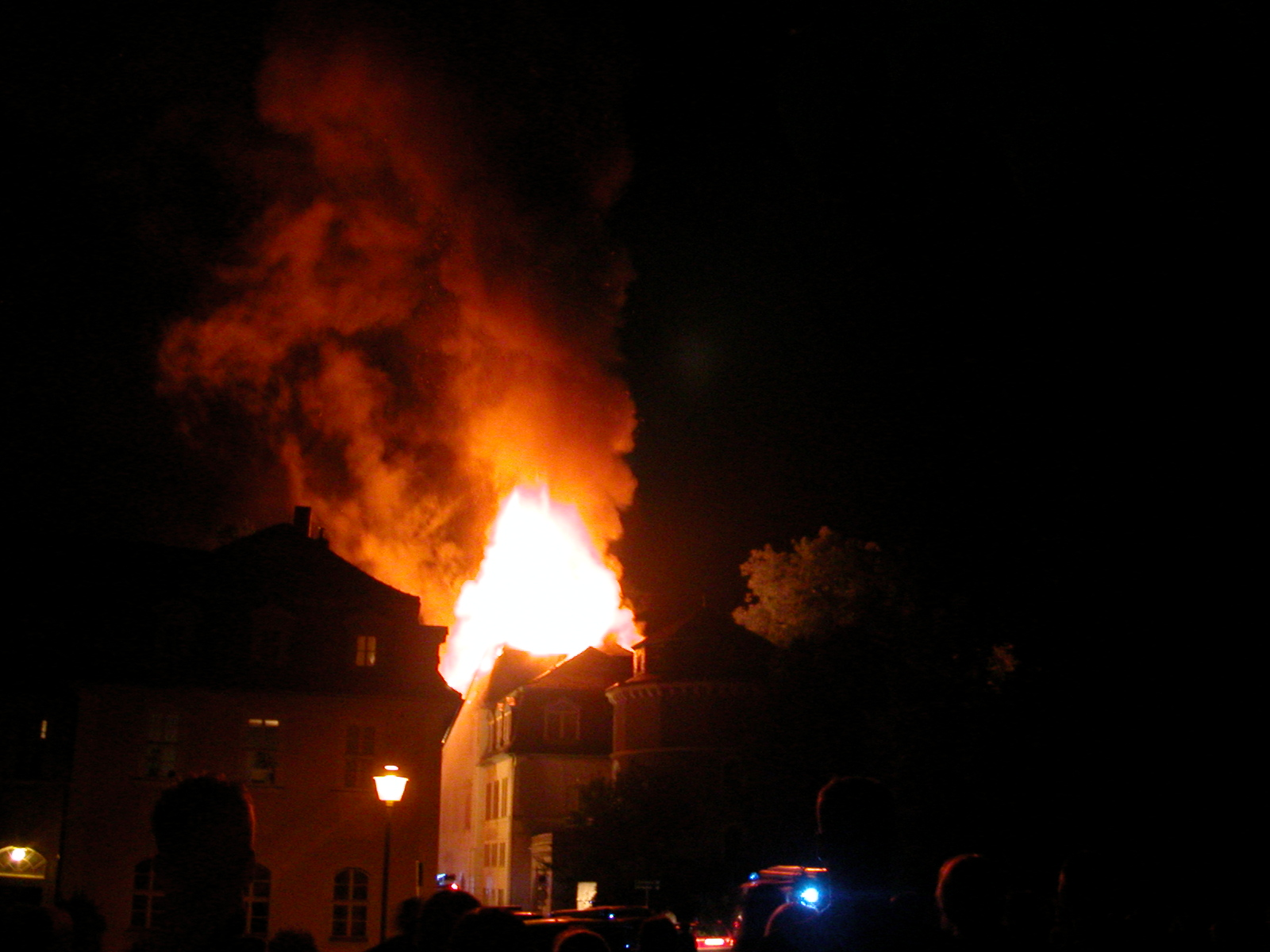
کتابخانه در حال سوختن است

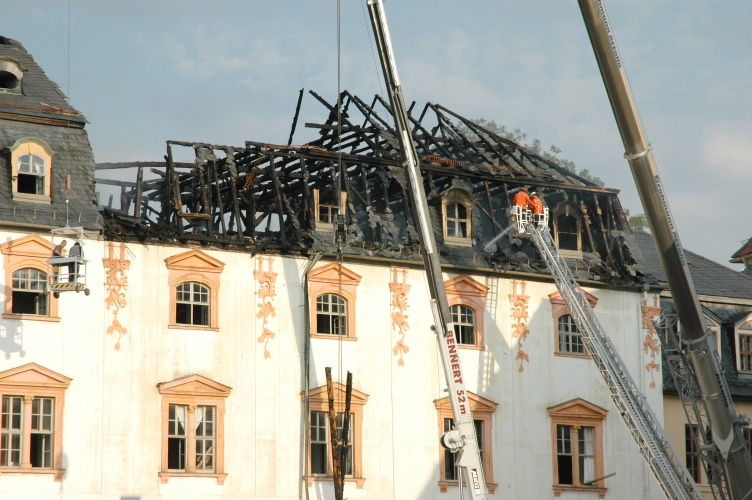
خسارت روز بعد